# 金子亜矢子
金子 亜矢子（かねこ あやこ、1927年1月17日 -）は、日本の女優、声優。青森県出身。本名同じ。
金子 亞矢子との表記もある。旧芸名及び結婚前の本名は北村 亜矢子（きたむら あやこ）。

## 略歴
東京府立第六高等女学校卒業。
高校卒業後、人形劇の劇団に入団。父親に「女優になりたい。劇団バラ座に入りたい」と相談した所、菊田一夫の紹介で、1947年、劇団バラ座に移籍し、そこで後の夫と知り合う。劇団が解散した後、松竹大船撮影所に入社。1951年、ラジオ東京放送劇団に1期生として入団。
映画からラジオに活動の中心を移した理由として金子は「理由と言うほどでは無いが、映画界の水が合わなかった」と述べている。
1959年からフリーランスとなり、その後は東京俳優生活協同組合、劇団河に所属していた。

## 人物
趣味は料理、観劇。
3人姉妹の次女で、父親は劇作家の北村小松。夫は松竹歌劇団の舞台監督であった金子高士で、1949年7月に結婚。

## 出演

### テレビドラマ
- おやゆび姫（1955年）
- 花のある家（1955年）
- 青い怒濤（1956年）
- 誰かみている（1956年）
- 越後獅子祭（1957年）
- 恋文（1958年）
- マンモスタワー（1958年）
- 見合合戦（1958年）
- おかあさん （1960年）
- ここに人あり （1961年）[12]
- 本日休診 （1961年）
- 6羽のかもめ（1974年）

### 舞台
- 若きこころの群像（1948年） - 絹子[13]
- 恐るべき子供たち（1948年） - 女学生トキ坊[13]
- 長崎の鐘（1949年） - 伊藤看護婦※行平正子とのダブルキャスト[14]

### 吹き替え
- 赤い矢
- 生きるべきか死ぬべきか(マリア・トゥーラ<キャロル・ロンバード>)
- 5つの銅貨
- 宇宙大作戦[2]
- 快傑ゾロ（イネス）
- 鞄を持った女（叔母）
- 可愛い配当（エリー）
- 九月になれば
- 絞殺魔
- 黒衣の花嫁
- 地獄への道（ミリー）
- 私生活（セシル）
- じゃじゃ馬億万長者[2]
- 制服の処女（校長）
- プリズナーNo.6[2]
- ヘイゼルおばさん[2]
- ミステリーゾーン（アグネス・ガン[15]）
- 拳銃無宿（エミリー・ケンドリック）
- 名犬ラッシー[2]
- 夜の豹（ケイシ―夫人）
- ルート66 (ジャナ・ジョンソン<アン・フランシス>)
- ルーシー・ショー[2]
- ローハイド（マドリーナ）
- ローマの休日（伯爵夫人）※フジテレビ版

### ラジオドラマ
- 祈り（1952年）[16]
- チャッカリ夫人とウッカリ夫人（1953年、おふくさん[17]）

### テレビアニメ
- 侍ジャイアンツ[2]（1973年 - 1974年、番場キク）